# Red Mitchell
Keith Moore Mitchell, plus connu sous le pseudonyme de Red Mitchell, est un contrebassiste de jazz américain, compositeur de jazz, parolier, et poète. Il est le frère de Whitey Mitchell.  Il est né le 20 septembre 1927 à New York et mort le 8 novembre 1992 à Salem, Oregon.

## Biographie
Red Mitchell a été élevé dans le New Jersey par un père ingénieur et mélomane, et une mère qui aimait la poésie. Ses premiers instruments furent le piano, le saxophone alto, et la clarinette. Bien que l'Université Cornell ait attribué une bourse d'ingénieur à Mitchell, en 1947, il part faire son service militaire à l'US Army comme contrebassiste. L'année suivante, il débute dans un trio de jazz à New York City.
Mitchell commence à être connu pour ses spectacles et son travail très appliqué en session d'enregistrement avec Mundell Lowe, Chubby Jackson, Charlie Ventura, Woody Herman, Red Norvo, Gerry Mulligan. Après avoir rejoint la scène jazz West Coast au début des années 1950, il enregistre avec André Previn, Shelly Manne, Hampton Hawes, Billie Holiday, Stan Seltzer, Ornette Coleman, et d'autres.
Il travaille comme bassiste dans les studios de cinéma et de télévision autour de Los Angeles, apparaissant occasionnellement à l'écran. Mitchell apparaît aussi dans des documentaires sur Tal Farlow et Zoot Sims.
Avec le saxophoniste Harold Land, il fonde et dirige un quintet au début des années 1960, avec Carmell Jones (trompette), Frank Strazzeri (piano), et Leon Petties (batterie).
En 1966, Red commence à accorder sa contrebasse à la quinte (comme le violon, le violon alto, et le violoncelle, tandis que la contrebasse et la guitare sont accordées à la quarte). Sa méthode ouvrira beaucoup de champs de possibilités pour les bassistes.
Mitchell émigre à Stockholm en 1968 et il gagne un Grammy Awards Suédois en 1986 et 1991 pour ses enregistrements en tant que pianiste, bassiste, et vocaliste, ainsi que pour ses compositions, et ses paroles poétiques.
Durant cette période, Mitchell enregistre avec Clark Terry, Lee Konitz, Herb Ellis, Jim Hall, Joe Pass, Kenny Barron, Hank Jones, Ben Webster, Bill Mays, Warne Marsh, Jimmy Rowles, Phil Woods, Roger Kellaway, Putte Wickman et d'autres. Fréquemment, il collabore à des duos, notamment avec le pianiste Roger Kellaway au milieu des années 1980. Ce qui demeurera certainement comme son duo le plus abouti.
Mitchell décide de retourner vivre aux États-Unis au début de 1992 et s'établit en Oregon où il meurt peu après à l'âge de 65 ans en novembre 1992. Une collection de ses poésies a été publiée à titre posthume. Son épouse prépare actuellement[Quand ?] une biographie.

## En tant que leader
- Jackie & Roy : Spring Can Really Hang You Up The Most (Contrebassiste), 1955
- 1955 : Red Mitchell, Bethlehem Records BCP 38, avec Conte Candoli, Hampton Hawes, Joe Maini, Chuck Thompson
- Presenting Red Mitchell (1957) avec James Clay, Billy Higgins, Lorraine Walsh Geller (Fantasy Records OJCCD 158-2)
- Gigi (1958)
- West Side Story (1959)
- Hear Ye! avec Carmell Jones, Harold Land, Leon Petties, Frank Strazzeri, 1961
- Electronic Sonata for Souls Loved by Nature par George Russell, 1969
- I Concentrate on You: A Tribute to Cole Porter (en), 1974, avec Lee Konitz (SteepleChase)
- Chocolate Cadillac avec Horace Parlan, Nisse Sandstrom, Rune Carlsson, Idrees Sulieman, 1976
- Jim Hall and Red Mitchell, Artists House, 1978
- When I'm Singing, 1982, Enja Records
- Simple Isn't Easy, Soloalbum, 1983
- Home Suite, Soloalbum, 1985
- The Red Barron Duo avec Kenny Barron, 1986
- Duo avec Hank Jones, 1987
- Mitchell's Talking avec Ben Riley, Kenny Barron, 1989
- Hear Ye! avec Harold Land, Carmell Jones, Frank Strazzeri, Leon Pettis, 1989
- Evolution avec Lars Jansson, Joakim Milder, 1995
- Live in Stockholm avec Roger Kellaway, Joakim Milder, 1995
- Red Mitchell-Warne Marsh Big Two, Vol. 2 avec Warne Marsh, 1998
- Live at Port Townsend avec George Cables, (1992), 2005

### En tant quesideman
- Pour Maynard Ferguson - Dimensions (1955 : EmArcy)
- Pour Barney Kessel - To Swing or Not to Swing (1956 : Contemporary Records)
- Pour Jim Hall - Jazz Guitar (1957 : Pacific Jazz Records)
- Pour Ben Webster - Ben Webster at the Renaissance (1960 : Contemporary)
- Pour Art Farmer - A Sleeping Bee (1976 : Sonet Jazz Records)
- Pour Art Pepper - Straight Life (1979 : Galaxy records GXY 5127)

## Poésies et Chansons
- Recueil 2003 : Simple isn't Easy - Songs by Red Mitchell (limited edition) (Edition Diane Mitchell and Janice Mancuso / © Red Inc Music Company)